# Lista de episódios de Gormiti
Esta é a lista de episódios de Gormiti, uma série animada ítalo-francesa produzida pelos estúdios Zodiak Entertainment, Giochi Preziosi e Marathon Media entre 2008 e 2011.
A série teve suas duas primeiras temporadas exibidas no Brasil em rede aberta de televisão. A primeira temporada foi exibida no bloco infantil TV Globinho, na Rede Globo, a partir de 3 de janeiro de 2011. A segunda temporada foi exibida pela Rede TV!, no bloco TV Kids, estreando em 6 de agosto de 2012. A terceira temporada nunca foi exibida no Brasil. Em Portugal, a série foi primeiramente exibida na SIC, depois na SIC K e posteriormente no Canal Panda.

## Resumo
| Temporada | Temporada | Episódios | Exibição no Brasil      | Exibição no Brasil      |
| Temporada | Temporada | Episódios | Estreia de temporada    | Final de temporada      |
| --------- | --------- | --------- | ----------------------- | ----------------------- |
|           | 1         | 26        | 3 de janeiro de 2011    | 8 de fevereiro de 2011  |
|           | 2         | 26        | 6 de agosto de 2012     | 10 de setembro de 2012  |
|           | 3         | 13        | Nunca estreou no Brasil | Nunca estreou no Brasil |

## O Retorno dos Senhores da Natureza
| N.º geral | N.º na temp. | Título em francês Título no Brasil Título em Portugal                   | Dirigido por | Escrito por                    | Exibição original |
| --------- | ------------ | ----------------------------------------------------------------------- | ------------ | ------------------------------ | ----------------- |
| 1         | 1            | "La pierre de souffre" "A Pedra Sulfúrica"                              | ASA          | Brian Swenlin                  | ASA               |
| 2         | 2            | "Lucas vire au vert" "Lucas Continua Verde"                             | ASA          | Brian Swenlin                  | ASA               |
| 3         | 3            | "Le maître prisonnier" "O Guardião Guardado"                            | ASA          | Brian Swenlin                  | ASA               |
| 4         | 4            | "Raz-de-marée sur Venture Falls" "Adeus Tsunami"                        | ASA          | Mike Kubat                     | ASA               |
| 5         | 5            | "La malédiction de la couronne" "A Maldição da Coroa"                   | ASA          | Brian Swenlin                  | ASA               |
| 6         | 6            | "Ancestraux" "O Guardião Ancião" "Selvagem"                             | ASA          | Brandon Sawyer                 | ASA               |
| 7         | 7            | "Les bannis" "Rejeitados"                                               | ASA          | Ben Joseph                     | ASA               |
| 8         | 8            | "Les sels noirs de l'océan" "Diamantes de Sal Negro"                    | ASA          | Amy Wolfman                    | ASA               |
| 9         | 9            | "Extincion subaquatique" "Extinção Submarina"                           | ASA          | Franck Young                   | ASA               |
| 10        | 10           | "Les racines du mal" "Raiz do Mal"                                      | ASA          | John Behnke & Robert Humphrey  | ASA               |
| 11        | 11           | "Système en état de choc" "Choque no Sistema"                           | ASA          | Brian Swenlin                  | ASA               |
| 12        | 12           | "Fire maladies" "Fogo por Doença"                                       | ASA          | Mike Kubat                     | ASA               |
| 13        | 13           | "Le brouillard de Gorm" "A Neblina"                                     | ASA          | Brandon Sawyer                 | ASA               |
| 14        | 14           | "Une journée peu ordinaire" "A Colheita"                                | ASA          | Amy Wolfram                    | ASA               |
| 15        | 15           | "Les bonnes manières" "Boas Maneiras"                                   | ASA          | Brandon Sawyer                 | ASA               |
| 16        | 16           | "Les moissons de la colère" "Colheita de Fúria"                         | ASA          | Frank Young                    | ASA               |
| 17        | 17           | "Menace souterraine" "Visão do Túnel"                                   | ASA          | Kevin Campbell                 | ASA               |
| 18        | 18           | "Les crapauds ont le cafard" "A Casa dos Sapos"                         | ASA          | Mike Kubat                     | ASA               |
| 19        | 19           | "Les seigneurs du destin" "Senhores do Destino"                         | ASA          | James Hereth & Rhonda Smiley   | ASA               |
| 20        | 20           | "La piqûre d'insecticus" "Picada de Insectus"                           | ASA          | James Hereth & Rhonda Smiley   | ASA               |
| 21        | 21           | "Super Gormiti" "Super Gormiti"                                         | ASA          | Kevin Campbell                 | ASA               |
| 22        | 22           | "Le labyrinthe du chaos" "Labirinto do Caos"                            | ASA          | Frank Young                    | ASA               |
| 23        | 23           | "Le seigneur des ténèbres" "O Supremo das Trevas"                       | ASA          | Brian Swenlin & Kevin Campbell | ASA               |
| 24        | 24           | "Hypnotisés" "Paralisados"                                              | ASA          | Brian Swenlin                  | ASA               |
| 25        | 25           | "La faille inter-dimensionnelle, partie 1" "A Fenda da Fusão - Parte 1" | ASA          | Brandon Sawyer                 | ASA               |
| 26        | 26           | "La faille inter-dimensionnelle, partie 2" "A Fenda da Fusão - Parte 2" | ASA          | Brian Swenlin                  | ASA               |

## A Era do Eclipse Supremo
A segunda temporada diferencia-se das outras duas pela sua organização em seis quartetos de episódios conectados superficialmente pelos feitiços decodificados do Codex de Magor por Obscurio, à exceção dos últimos dois episódios, que funcionam como uma única história de duas partes. Além disso, é comum o aumento do clímax no último episóodio de cada arco, sempre com a presença física do Supremo Luminoso em uma batalha, à exceção do episódio Os Diamantes são os Melhores Amigos do Senhor do Mal, em que ele aparece apenas através de uma mensagem. Os primeiros quatro grupos de episódios consistem no ataque de Obscurio a cada uma das nações de Gorm ou de seus elementos, sempre acompanhados de efeitos colaterais no planeta Terra, na seguinte ordem: floresta, terra, mar e ar. O quinto arco de episódios envolve a Maldição dos Elementos, em que um Senhor da Natureza é diretamente atacado pela magia de Obscurio em cada episódio. O sexto quarteto consiste, por episódio, em uma magia atrelada a um dos pontos cardeais: norte, sul, oeste e leste, respectivamente. O dueto de episódios finais ocorre em função da aquisição total dos poderes de Obscurio através do Codex, seguindo a tendência do resto da temporada.
| № | #  | Título em Português (BR) Título em Português (PT)      | Título em Francês          | Escrito por                                 | Estreia                |
| --- | -- | ------------------------------------------------------ | -------------------------- | ------------------------------------------- | ---------------------- |
| 27 | 1  | "A Decomposição de Gorm"                               | La fin du Gorm             | Rhonda Smiley & James Hereth                | 6 de agosto de 2012    |
| Após constatar que o Grande Parque Nacional está petrificado, Razzle explica às quatro crianças que o Povo da Floresta está sendo atacado e petrificado pelos gormitis do vulcão. Depois de Jéssica ser escolhida como guardiã, Nick, Lucas e Toby são transportados a Gorm, porém são interrompidos e, juntos com Jéssica, são levados ao quartel general do Supremo Luminoso: o Templo da Luz. Lá, o Supremo Luminoso dá-lhes novos poderes e diz para se prepararem para a dificuldade das batalhas por vir. Jéssica retorna ao Painel Primal e os outros três chegam em Gorm. A equipe descobre, com a ajuda do Supremo Luminoso, que os servos de Magmion estão atacando o território da floresta para obter a Minhoca Sagrada e capturar Canon, tudo para ressuscitar Obscurio, o Senhor da Escuridão e seu novo mestre. Guardião: Jéssica |    |                                                        |                            |                                             |                        |
| 28 | 2  | "A Invasão dos Insetos" "Invasão dos Insetos"          | Arachnophobie              | Jymn Magon                                  | 7 de agosto de 2012    |
| Com o desaparecimento de membros do Povo da Floresta e o surgimento anormal de uma quantidade muito grande de aranhas no Grande Parque Nacional, Toby, Lucas e Jéssica partem para Gorm para sanar o problema. Porém, ao se depararem com uma versão maior de Xiron, um gormiti vulcânico de aparência aracnídea, Toby apavora-se devido ao seu medo de aranhas. Quando os Senhores descobrem que Xiron, sob o comando de Magmion e Obscurio, raptou os gormitis da floresta, Toby terá de vencer seu medo para derrotá-lo. Guardião: Nick |    |                                                        |                            |                                             |                        |
| 29 | 3  | "A Maldição do Cristal"                                | Le sortilège du Basalte    | Jymn Magon                                  | 8 de agosto de 2012    |
| Toby leva um sermão de seus pais pela sua preguiça e irresponsabilidade. Logo após, as quatro crianças são chamadas por Razzle e Toby, Jéssica e Nick vão para uma cidade submarina no território do Povo do Mar, onde encontram Magmion e Moloch mexendo na terra. Depois de expulsá-los, Toby começa a ser tratado como um rei pelo Povo do Mar. Novamente no Grande Parque Nacional, surgem grandes galhos negros repletos de espinhos e que não param de se alastrar. Em Gorm ocorre o mesmo, sendo revelado que Magmion e seu servo plantaram a semente que originou os recifes espinhentos na Nação do Mar. Agora Toby, o Senhor do Mar, terá que enfrentar a responsabilidade de salvar o seu povo. Guardião: Lucas |    |                                                        |                            |                                             |                        |
| 30 | 4  | "O Vale do Esquecimento" "O Vale Esquecido"            | La vallée de l'oubli       | Adam Beechen                                | 9 de agosto de 2012    |
| As árvores na Terra continuam a ser petrificadas, ameaçando a vida no planeta. Em Gorm, os gormitis do vulcão atacam o Povo do Ar, enfraquecidos pela poluição atmosférica. Toby, Lucas e Jéssica partem para Gorm e, juntos de Bertz, seguem Orrore, Ciclope e o Gritador Cego dentro de uma passagem que leva ao Vale do Esquecimento. Contudo, essa perseguição trata-se de uma armadilha de Obscurio, já que a magia do vale faz com que aqueles que nele entrem esqueçam-se gradualmente de tudo, inclusive de si mesmos. Guardião: Nick |    |                                                        |                            |                                             |                        |
| 31 | 5  | "A Rocha Refratária" "Rocha Refratária"                | La pierre réfléchissante   | Amy Wolfram                                 | 10 de agosto de 2012   |
| Nick fica frustrado por não ter tirado a nota máxima em um teste. Enquanto isso, ocorrem terremotos na Terra e em Gorm, sendo que o epicentro na terra dos gormitis está localizado na Montanha da Rocha Morta, local onde está enterrado um artefato poderoso: a Rocha Refratária. Magmion, auxiliado pela magia de Obscurio, é a causa dos terremotos, que abriram a Montanha e permitiram que o Senhor da Terra recuperasse a Rocha, sem consciência de que fez o trabalho pesado para Magmion. Guardião: Jéssica |    |                                                        |                            |                                             |                        |
| 32 | 6  | "Sem Sentido"                                          | Sans sensations            | Adam Beechen                                | 13 de agosto de 2012   |
| Os terremotos persistem no planeta Terra e Armageddon, um novo senhor do vulcão e general de Obscurio, utilizou uma magia negra para cegar Cingataurus, um gormiti da terra capaz de provocar fortes terremotos. Temendo pelo bem de seu povo, Cingataurus fugiu e foi capturado pelas forças do Senhor da Escuridão, que o levaram para o esconderijo de Obscurio: o Covil do Desespero. Nick, Toby e Lucas então vão a Gorm e, ajudados de Jéssica e Razzle, encontram a entrada do Covil, mas perdem contato com o Painel Primal ao entrar no esconderijo. O Senhor da Terra, que assumiu a liderança por se tratar de uma missão subterrânea, descobre, contudo, que Obscurio protegeu seu Covil dos poderes da terra, colocando todos os Senhores da Natureza em risco. Guardião: Jéssica                                                   |    |                                                        |                            |                                             |                        |
| 33 | 7  | "O Círculo da Eternidade"                              | L'anneau d'éternité        | Charlotte Fullerton                         | 14 de agosto de 2012   |
| O Povo do Vulcão começa a raptar um gormiti de cada povo para poder usá-los no Círculo da Eternidade em um ritual mágico, permitindo que Obscurio recupere seus poderes por completo. Com a Terra ainda sobre o efeito de terremotos e Ventury Falls deslizando para o oceano, Toby, Nick e Jéssica são transportados para Gorm a fim de impedir os gormitis de lava de encontrar o Círculo, assim como resgatar os gormitis capturados. Guardião: Lucas |    |                                                        |                            |                                             |                        |
| 34 | 8  | "Os Diamantes são os Melhores Amigos do Senhor do Mal" | À la recherche de diamants | Rhonda Smiley & James Hereth                | 15 de agosto de 2012   |
| Mesmo tendo impedido que a cidade de Ventury Falls deslizasse ao mar, os continentes começam a se deslocar em rota de colisão uns com os outros. Enfraquecido pela magia negra da Onda de Vibração, o gormiti Diamantes, do Povo da Terra, foi raptado pelos gormitis do vulcão. Para resgatá-lo, Nick, Toby e Jéssica vão a Gorm, porém, ao chegarem lá, Nick perde-se nos subterrâneos do território da Montanha do Vulcão. O Supremo Luminoso revela a Jéssica e Toby que o Povo do Vulcão pretende utilizar os diamantes do gormiti da terra para executar o Feitiço da Cristalização, tornando Obscurio invencível. Guardião: Lucas |    |                                                        |                            |                                             |                        |
| 35 | 9  | "Divergindo"                                           | Diversion                  | Rhonda Smiley & James Hereth                | 16 de agosto de 2012   |
| Obscurio utiliza sua magia negra para provocar uma seca em uma aldeia do Povo da Terra, provocando comportamentos anômalos na água do planeta Terra. Com Nick de guardião, os outros três partem para a aldeia e confrontam Ciclope, Moloch e Xiron. Ao derrotarem-nos, Toby restaura a água à aldeia, realocando a água disponível em um lago distante. Os Senhores ficam intrigados quando um gormiti da terra, Rockrusher, informa-lhes que a aldeia está abandonada há séculos. Eles então descobrem que o lago de onde Toby retirou a água era o esconderijo de talismãs escondidos pelos antigos do Povo da Terra, e que Magmion pretende recuperá-los para dar onisciência a Obscurio. Guardião: Nick |    |                                                        |                            |                                             |                        |
| 36 | 10 | "Troca de Poderes"                                     | Échange de pouvoirs        | Amy Wolfram                                 | 17 de agosto de 2012   |
| Os Senhores da Natureza recebem um chamado de socorro do Guardião Ancião da Floresta, Troncalion, e então Toby, Lucas e Jéssica partem para ajudá-lo. Ao chegar no local do chamado, no entanto, descobrem que era uma armadilha, pois Armageddon tenta roubar-lhes os poderes usando o Feitiço da Transferência, decifrado por Obscurio do Codex de Magor. Devido à disputa com Magmion, Armageddon falha em armazenar os poderes de Toby e Lucas, mas deixa-os com os poderes trocados. Agora os dois têm de aprender a usar os poderes um do outro até que consigam desfazer o feitiço. Guardião: Nick |    |                                                        |                            |                                             |                        |
| 37 | 11 | "Luta Interior" "Lutar a Partir do Interior"           | Guerres Internes           | Rhonda Smiley, James Hereth & Brian Swenlin | 20 de agosto de 2012   |
| Guardião: Lucas |    |                                                        |                            |                                             |                        |
| 38 | 12 | "Hibernação"                                           | Hibernation                | Charlotte Fullerton                         | 21 de agosto de 2012   |
| O povo da lava começa a atacar a nação do mar na busca de libertar um antigo exército petrificado, o que acaba fazendo a vegetação de de Ventury Falls secar. Nisso Toby, Lucas e Jéssica partem pra Gorm, porém Toby acaba se desidratando assim como os demais de sua nação. Guardião: Nick |    |                                                        |                            |                                             |                        |
| 39 | 13 | "O Ovo Solitário" "Ovo Solitário"                      | L'ouef solitaire           | Charles Henri Moarbes & Berthe Lotsova      | 22 de agosto de 2012   |
| Guardião: Toby |    |                                                        |                            |                                             |                        |
| 40 | 14 | "Presos à terra"                                       | Cloué au sol               | Charles Henri Moarbes & Berthe Lotsova      | 23 de agosto de 2012   |
| Guardião: Jéssica |    |                                                        |                            |                                             |                        |
| 41 | 15 | "Subjugados"                                           | Enfermés en plein ciel     | Charles Henri Moarbes & Berthe Lotsova      | 24 de agosto de 2012   |
| Guardião: Nick |    |                                                        |                            |                                             |                        |
| 42 | 16 | "Sem Asas"                                             | Les ailes perdues          | Charles Henri Moarbes & Berthe Lotsova      | 27 de agosto de 2012   |
| Guardião: Toby |    |                                                        |                            |                                             |                        |
| 43 | 17 | "A Floresta Despedaçada" "Floresta Despedaçada"        | La forêt séparée           | Séverine Vuillaume & Nathalie Reznikoff     | 28 de agosto de 2012   |
| Guardião: Jéssica |    |                                                        |                            |                                             |                        |
| 44 | 18 | "O Voo da Águia da Neve" "O Voo da Águia Branca"       | L'aigle des neiges         | Séverine Vuillaume & Nathalie Reznikoff     | 29 de agosto de 2012   |
| Guardião: Lucas |    |                                                        |                            |                                             |                        |
| 45 | 19 | "A Pérola das Profundezas"                             | La perle des profondeurs   | Séverine Vuillaume & Nathalie Reznikoff     | 30 de agosto de 2012   |
| Guardião: Jéssica |    |                                                        |                            |                                             |                        |
| 46 | 20 | "Tropeçando" "Aos Tropeços"                            | Maladresses                | Séverine Vuillaume & Nathalie Reznikoff     | 31 de agosto de 2012   |
| Guardião: Jéssica |    |                                                        |                            |                                             |                        |
| 47 | 21 | "O Poder do Norte"                                     | Le Pouvoir du Nord         | Cyril Tysz                                  | 3 de setembro de 2012  |
| Guardião: Jéssica |    |                                                        |                            |                                             |                        |
| 48 | 22 | "O Poder do Sul" "Poder do Sul"                        | Le Pouvoir du Sud          | Cyril Tysz                                  | 4 de setembro de 2012  |
| Guardião: Toby |    |                                                        |                            |                                             |                        |
| 49 | 23 | "O Poder do Oeste"                                     | Le Pouvoir de l'Ouest      | Cyril Tysz                                  | 5 de setembro de 2012  |
| Guardião: Nick |    |                                                        |                            |                                             |                        |
| 50 | 24 | "O Poder do Leste"                                     | Le Pouvoir de l'Est        | Cyril Tysz                                  | 6 de setembro de 2012  |
| Guardião: Toby |    |                                                        |                            |                                             |                        |
| 51 | 25 | "Eclipse Eterno, Parte 1" "O Eclipse Eterno, Parte 1"  | Eclipse, partie 1          | Charles Henri Moarbes                       | 7 de setembro de 2012  |
| Guardião: Jéssica |    |                                                        |                            |                                             |                        |
| 52 | 26 | "Eclipse Eterno, Parte 2" "O Eclipse Eterno, Parte 2"  | Eclipse, partie 2          | Brian Swenlin                               | 10 de setembro de 2012 |
| Após Obscurio ser bem sucedido em destruir o Templo da Luz, a única esperança dos Senhores da Natureza é recuperar as Areias Movediças e usá-las para chegar ao Covil do Desespero, destruir o Codex de Magor e assim neutralizar os poderes de Obscurio. Para isso, contudo, eles têm de primeiramente tomar o artefato da posse de Roscalion e dos outros Guardiões Anciões, que foram corrompidos pela escuridão do eclipse. Dessa vez, os quatro irão para Gorm enquanto Razzle é o Guardião e o Supremo Luminoso recupera suas forças no Painel Primal para a batalha final. Guardião: Jéssica (início) & Razzle |    |                                                        |                            |                                             |                        |

## A Evolução Neorgânica
| N.º geral | N.º na temp. | Título em francês Título em Portugal           | Dirigido por | Escrito por                             | Exibição original |
| --------- | ------------ | ---------------------------------------------- | ------------ | --------------------------------------- | ----------------- |
| 53        | 1            | "La renaissance" "Renascer"                    | ASA          | Charles-Henri Moarbes                   | ASA               |
| 54        | 2            | "Air en péril" "Areias ao Vento"               | ASA          | Charles-Henri Moarbes                   | ASA               |
| 55        | 3            | "Force des eaux" "Forças da Água"              | ASA          | Séverine Vuillaume & Nathalie Reznikoff | ASA               |
| 56        | 4            | "Forêt de feu" "Floresta de Fogo"              | ASA          | Séverine Vuillaume & Nathalie Reznikoff | ASA               |
| 57        | 5            | "L'oeil de la vie" "? (A maldição dos ventos)" | ASA          | ASA                                     | ASA               |
| 58        | 6            | "Eau noire" "Água Negra"                       | ASA          | Charles-Henri Moarbes                   | ASA               |
| 59        | 7            | "Rochers de Lave" "Rochas de Lava"             | ASA          | Charles-Henri Moarbes                   | ASA               |
| 60        | 8            | "La menace de Pierre" "Perigo Invisível"       | ASA          | Séverine Vuillaume & Nathalie Reznikoff | ASA               |
| 61        | 9            | "Attaque souterraine" "Ataque Subterrâneo"     | ASA          | Séverine Vuillaume & Nathalie Reznikoff | ASA               |
| 62        | 10           | "Forêt empoisonnée" "A Floresta Envenenada"    | ASA          | Mathilde Maraninchi & Antonin Poiree    | ASA               |
| 63        | 11           | "Les brumes de Magor" "A Neblina de Magor"     | ASA          | Mathilde Maraninchi & Antonin Poiree    | ASA               |
| 64        | 12           | "Forêt de métal" "Folhas de Metal"             | ASA          | Charles-Henri Moarbes                   | ASA               |
| 65        | 13           | "Le passage" "A Passagem"                      | ASA          | Séverine Vuillaume                      | ASA               |

### Resumos
1. ↑  «Gormiti Saison 2 - Épisode 1: La fin du Gorm». Le Figaro. Consultado em 14 de abril de 2019
2. ↑  «Gormiti Saison 2 - Épisode 2: Arachnophobie». Le Figaro. Consultado em 14 de abril de 2019
3. ↑  «Gormiti Saison 2 - Épisode 3 :  Le sortilège du Basalte». Le Figaro. Consultado em 25 de julho de 2019
4. ↑  «Gormiti Saison 2 - Épisode 4 :  La vallée de l'oubli». Le Figaro. Consultado em 25 de julho de 2019
5. ↑  «Gormiti Saison 2 - Épisode 5 :  La pierre réfléchissante». Le Figaro. Consultado em 25 de julho de 2019
6. ↑  «Gormiti Saison 2 - Épisode 6 :  Sans sensations». Le Figaro. Consultado em 25 de julho de 2019
7. ↑  «Gormiti Saison 2 - Épisode 7 :  L'anneau d'éternité». Le Figaro. Consultado em 25 de julho de 2019
8. ↑  «Gormiti Saison 2 - Épisode 8 :  À la recherche de diamants». Le Figaro. Consultado em 25 de julho de 2019
9. ↑  «Gormiti Saison 2 - Épisode 9 :  Diversion». Le Figaro. Consultado em 25 de julho de 2019
10. ↑  «Gormiti Saison 2 - Épisode 10 :  Echange de pouvoirs». Le Figaro. Consultado em 25 de julho de 2019

### Episódios
1. 1 2  Roteirista(s): Rhonda Smiley & James Hereth. «A Decomposição de Gorm». Gormiti. Temporada 2. Episódio 1
2. 1 2  Roteirista(s): Jymn Magon. «A Invasão dos Insetos». Gormiti. Temporada 2. Episódio 2
3. 1 2  Roteirista(s): Jymn Magon. «A Maldição do Cristal». Gormiti. Temporada 2. Episódio 3
4. 1 2  Roteirista(s): Adam Beechen. «O Vale do Esquecimento». Gormiti. Temporada 2. Episódio 4
5. 1 2  Roteirista(s): Amy Wolfram. «A Rocha Refratária». Gormiti. Temporada 2. Episódio 5
6. 1 2  Roteirista(s): Adam Beechen. «Sem Sentido». Gormiti. Temporada 2. Episódio 6
7. 1 2  Roteirista(s): Charlotte Fullerton. «O Círculo da Eternidade». Gormiti. Temporada 2. Episódio 7
8. 1 2  Roteirista(s): Rhonda Smiley & James Hereth. «Os Diamantes são os Melhores Amigos do Senhor do Mal». Gormiti. Temporada 2. Episódio 8
9. 1 2  Roteirista(s): Rhonda Smiley & James Hereth. «Divergindo». Gormiti. Temporada 2. Episódio 9
10. 1 2  Roteirista(s): Amy Wolfram. «Troca de Poderes». Gormiti. Temporada 2. Episódio 10